# Makin' Me Fall in Love Again
Makin' Me Fall in Love Again è il quarto singolo promozionale pubblicato dal secondo album intitolato Kellie Pickler della cantante omonima.

## Classifiche
| Classifica (2010)                | Posizione massima |
| -------------------------------- | ----------------- |
| U.S. Billboard Hot Country Songs | 30                |